# Apostolska nunciatura v Belorusiji
Apostolska nunciatura v Belorusiji je diplomatsko prestavništvo (veleposlaništvo) Svetega sedeža v Belorusiji, ki ima sedež v Minsku.
Trenutni apostolski nuncij je Claudio Gugerotti.

## Seznam apostolskih nuncijev
- Gabriel Montalvo Higuera (17. april 1993–24. februar 1996)
- Agostino Marchetto (18. maj 1994–8. julij 1999)
- Dominik Hrušovský (15. april 1996–18. julij 2001)
- Ivan Jurković (28. julij 2001–22. april 2004)
- Martin Vidović (15. september 2004–15. julij 2011)
- Claudio Gugerotti (15. julij 2011–danes)